# アルム
株式会社アルム（英: Allm Inc.）は、東京都渋谷区に本社を置く日本のシステムインテグレーター企業である。

## 概要
通信・放送とコンテンツの融合によるインターネット上でのコンテンツ流通促進を図り、国内外を問わず文化的な貢献するためにコンテンツを流通させるためのプラットフォームを提供する。

## 沿革
- 2001年4月 - 有限会社スキルアップジャパン（資本金300万円）を東京都中野区新井五丁目23番5号に設立
- 2001年12月 - 業容拡充に伴い、本店を東京都豊島区高田三丁目5番3号に移転
- 2002年3月 - 事業拡大に伴い、スキルアップジャパン株式会社（資本金1,000万円）に組織変更
- 2003年2月 - 業容拡充に伴い、本店を東京都新宿区高田馬場二丁目14番5号に移転
- 2003年4月 - ｅコマースマネジメント（ECサイト構築ソリューション）に関する製品の販売を開始
- 2005年4月 - 事業拡大に伴い、資本金を3,300万円に増資
- 2006年4月 - アーティストの公式ファンクラブ事業の運営開始
- 2007年5月 - 業容拡充に伴い、本店を現在地に移転
- 2008年4月 - チリ大学と共同研究開発契約を締結
- 2008年7月 - コンテンツ流通に関する事業上のシナジーを企図し、株式会社フジテレビジョン、株式会社博報堂DYメディアパートナーズ、株式会社サイバーエージェント、株式会社インターネットイニシアティブ、日本テレビ放送網株式会社、株式会社フォアキャスト・コミュニケーションズ（日本テレビグループ）より出資を受け、資本金を1億800万円に増資
- 2008年9月 - コンテンツ流通に関する事業上のシナジーを企図し、当社役員保有株式を電通ドットコム第三号投資事業有限責任組合及び株式会社東京放送に譲渡
- 2008年10月 - プライバシーマーク2006年度版更新取得（認定番号第10822117(02)号
- 2009年4月 - PaaS型動画配信プラットフォーム「ULIZA」の販売を開始
- 2010年2月 - 医療関連事業を、会社分割（新設分割）により学会研究会jp株式会社（現：株式会社エムプラス）に承継
- 2011年5月 - 業務拡大に伴い、大阪府大阪市淀川区に「大阪オフィス」を開設
- 2012年3月 - 業容拡大に伴い、本店を東京都渋谷区桜丘町9番8号（現本店所在地）に移転
- 2013年8月 - 動画配信プラットフォーム提供に関する事業を、会社分割（新設分割）によりスキルアップ・ビデオテクノロジーズ株式会社に承継
- 2014年6月 - 業容拡大に伴い、本店を東京都渋谷区渋谷3丁目27番11号（現本店所在地）に移転[3]
- 2015年1月 - 医療ICT事業への本格参入に伴い、株式会社アルムに商号変更[4]